# Placówki dyplomatyczne i konsularne w Polsce: D
Stan na: 23 grudnia 2024

## Dania

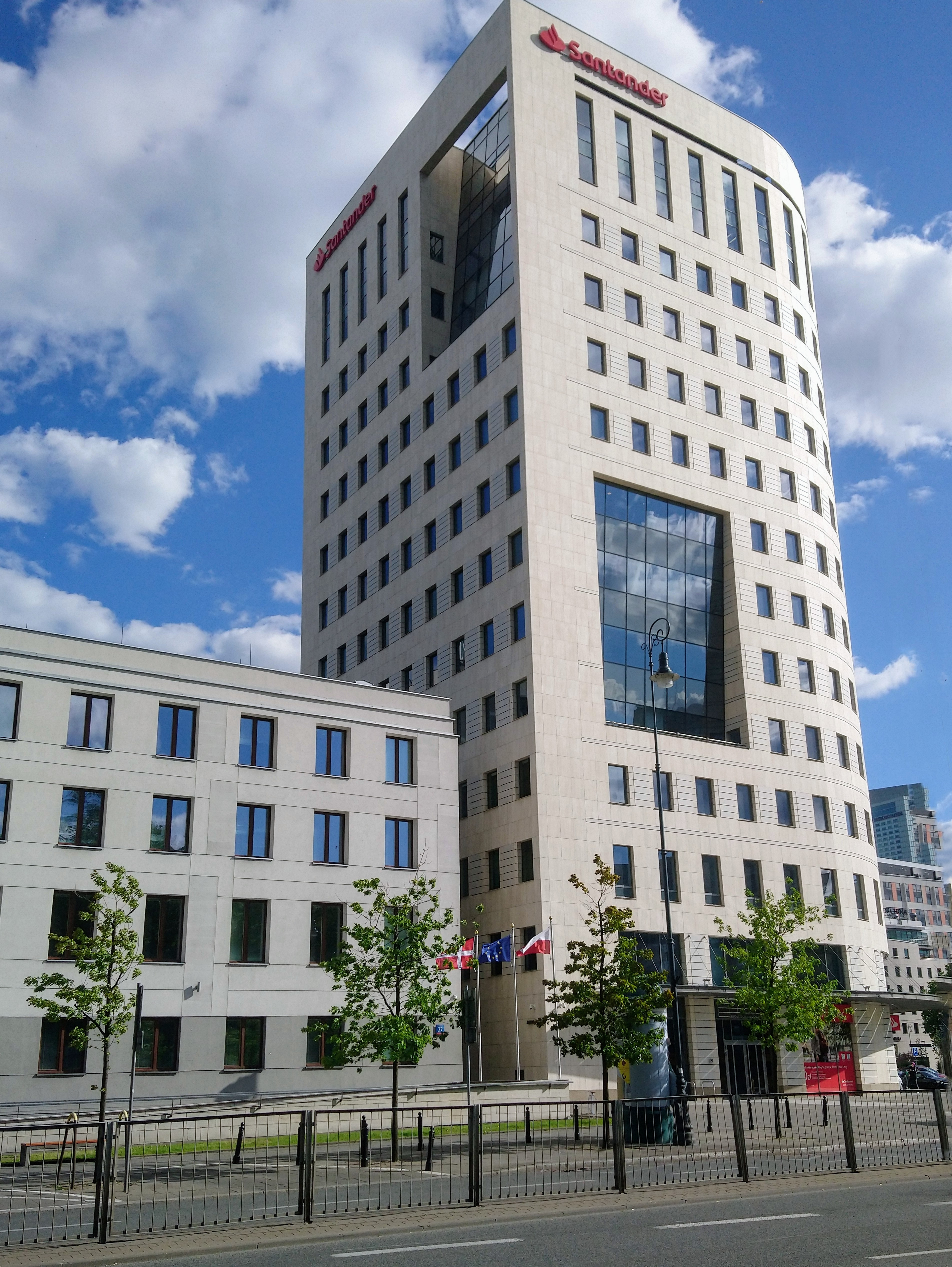
Biurowiec Centrum Królewska przy ul. Marszałkowskiej 142, siedziba ambasady Danii

Ambasada Królestwa Danii w Warszawie
- szef placówki: Jakob Henningsen (ambasador)
- Strona oficjalna

Konsulat Honorowy Królestwa Danii w Gdyni
- szef placówki: Julian Skelnik (konsul honorowy)

Konsulat Honorowy Królestwa Danii w Krakowie
- szef placówki: Janusz Kahl (konsul honorowy)
- Strona oficjalna

Konsulat Honorowy Królestwa Danii w Łodzi
- szef placówki: Krzysztof Apostolidis (konsul honorowy)
- Strona oficjalna

Konsulat Honorowy Królestwa Danii w Szczecinie
- szef placówki: Andrzej Preiss (konsul honorowy)
- Strona oficjalna

Konsulat Honorowy Królestwa Danii we Wrocławiu
- szef placówki: Maria Keller (konsul honorowy)

## Demokratyczna Republika Konga

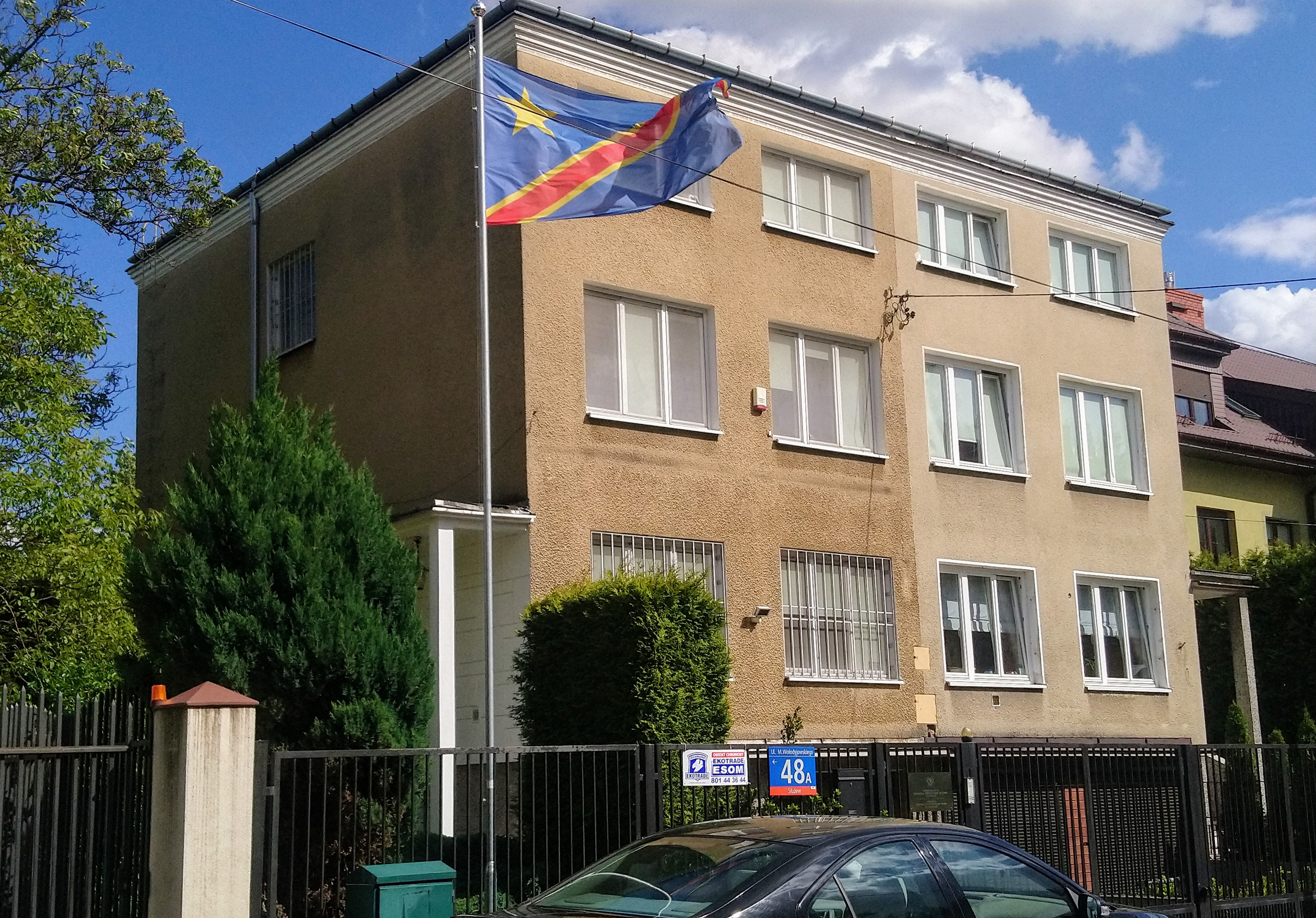
Budynek Ambasady Demokratycznej Republiki Konga w Warszawie

Ambasada Demokratycznej Republiki Konga w Warszawie
- szef placówki: Clèmentine Shakembo Kamanga (ambasador)
- Strona oficjalna

Konsulat Honorowy Demokratycznej Republiki Konga w Łodzi
- szef placówki: Rafał Stefan Choma (konsul honorowy)
- Strona oficjalna

## Dominika
Brak placówki obsługującej Polskę.

## Dominikana
Brak placówki – Polskę obsługuje Ambasada Republiki Dominikańskiej w Brukseli (Belgia).

## Dżibuti
Brak placówki – Polskę obsługuje  Ambasada Republiki Dżibuti w Berlinie (Niemcy).